# Сан-Хуан-де-ла-Магуана

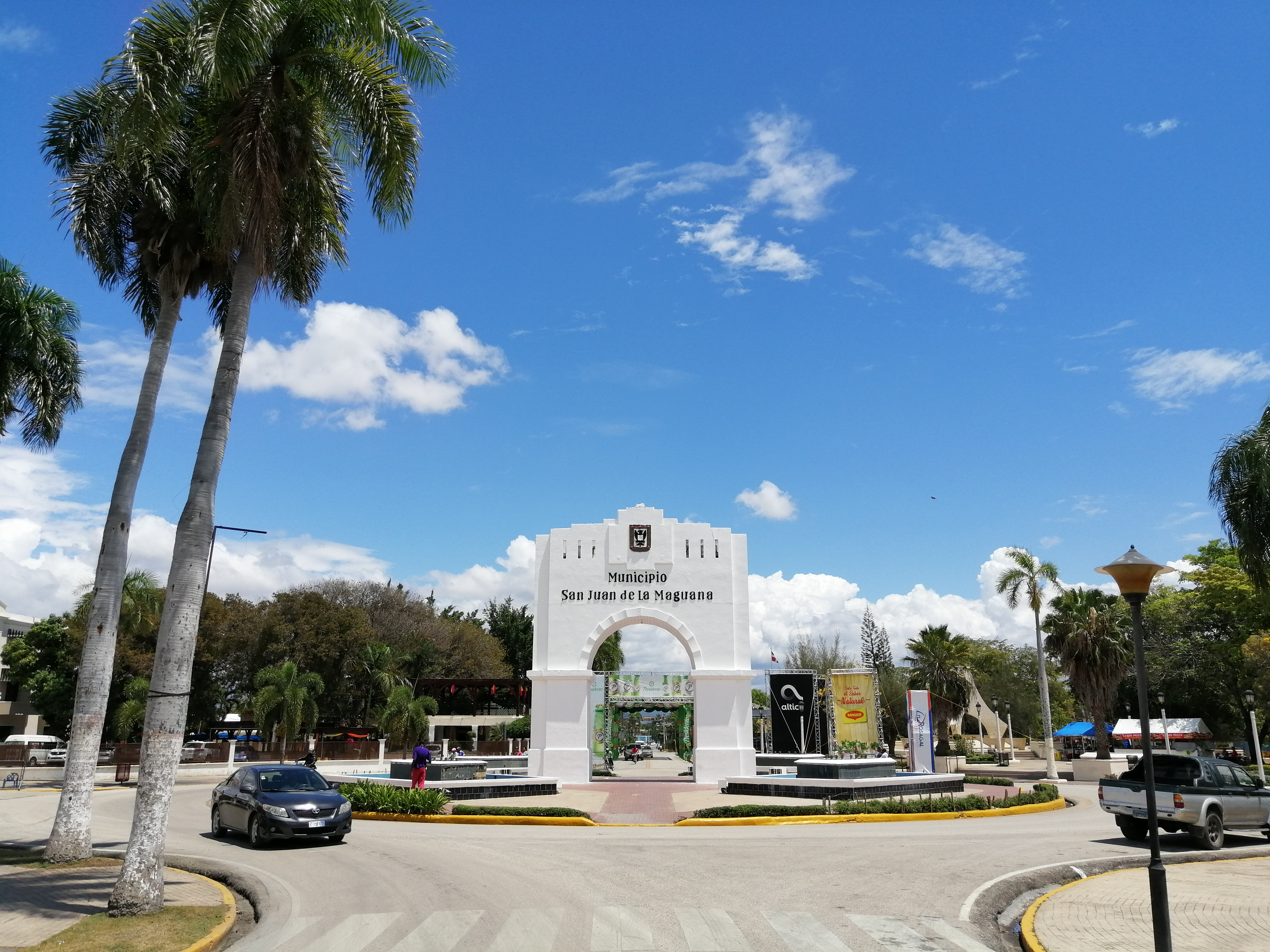
Триумфальная арка Сан-Хуан-де-ла-Магуана

Сан-Хуан-де-ла-Магуана — город и муниципалитет в западном регионе Доминиканской Республики и столица провинции Сан-Хуан. Он является одним из первых городов, основанных на острове; сам город основан в 1503 году и получил название Сан-Хуан-де-ла-Магуана от долины Сан-Хуан и Магуана от народов Таино. Слово Магуана означает «первый камень, уникальный камень».

## География
Сан-Хуан-де-ла-Магуана находится в центре долины Сан-Хуан. На севере от города находится горная гряда и на западе есть ряд невысоких холмов. Река Сан-Хуан является главной рекой региона, и город был основан на восточной стороне этой реки.

## История
Сан-Хуан-де-ла-Магуана является одним из старейших городов страны. Он занимает ту же долину, где находились индейские племена Магуана. Вождем и военачальником тех индейцев был Каонабо (что на языке аборигенов означает «великий владыка земли»), который известен как один из самых решительных противников испанских колонизаторов.
После поимки вождя Каонабо на месте главного поселения индейцев конкистадорами Родриго Мехия Трилло и Диего Веласкесом был основан испанский город Сан-Хуан-де-ла-Магуана.
С момента своего основания Сан-Хуан процветал благодаря плодородным землям и климату. Одной из важнейших отраслей производства города было выращивание сахарного тростника. В городе насчитывалось 4 мельницы для переработки тростника, причем одна из них была установлена в центре города.

## Экономика
Основными видами экономической деятельности в Сан-Хуан-де-ла-Магуана являются животноводство и сельское хозяйство; это связано с плодородной почвой и климатом, который подходит для выращивания зерновых и бобовых культур, таких как бобы, рис, кукуруза, арахис, голубиный горох и сорго.